# Muhammad al-Rudani
 (avril 2024).
La mise en forme du texte ne suit pas les recommandations de Wikipédia : il faut le « wikifier ».
Les points d'amélioration suivants sont les cas les plus fréquents. Le détail des points à revoir est peut-être précisé sur la page de discussion.
- Les titres sont pré-formatés par le logiciel. Ils ne sont ni en capitales, ni en gras.
- Le texte ne doit pas être écrit en capitales (les noms de famille non plus), ni en gras, ni en italique, ni en « petit »…
- Le gras n'est utilisé que pour surligner le titre de l'article dans l'introduction, une seule fois.
- L'italique est rarement utilisé : mots en langue étrangère, titres d'œuvres, noms de bateaux, etc.
- Les citations ne sont pas en italique mais en corps de texte normal. Elles sont entourées par des guillemets français : « et ».
- Les listes à puces sont à éviter, des paragraphes rédigés étant largement préférés. Les tableaux sont à réserver à la présentation de données structurées (résultats, etc.).
- Les appels de note de bas de page (petits chiffres en exposant, introduits par l'outil «  Source ») sont à placer entre la fin de phrase et le point final[comme ça].
- Les liens internes (vers d'autres articles de Wikipédia) sont à choisir avec parcimonie. Créez des liens vers des articles approfondissant le sujet. Les termes génériques sans rapport avec le sujet sont à éviter, ainsi que les répétitions de liens vers un même terme.
- Les liens externes sont à placer uniquement dans une section « Liens externes », à la fin de l'article. Ces liens sont à choisir avec parcimonie suivant les règles définies. Si un lien sert de source à l'article, son insertion dans le texte est à faire par les notes de bas de page.
- La présentation des références doit suivre les conventions bibliographiques. Il est recommandé d'utiliser les modèles {{Ouvrage}}, {{Chapitre}}, {{Article}}, {{Lien web}} et/ou {{Bibliographie}}. Le mode d'édition visuel peut mettre en forme automatiquement les références.
- Insérer une infobox (cadre d'informations à droite) n'est pas obligatoire pour parachever la mise en page.

Pour une aide détaillée, merci de consulter Aide:Wikification.
Si vous pensez que ces points ont été résolus, vous pouvez retirer ce bandeau et améliorer la mise en forme d'un autre article.
Muhammad al-Rudani (en arabe : مُحَمَّد بِنْ سُلَيْمَان ٱلرُّودَانِي, Muḥammad bin Sulaymān ʾal-Rrūdānī) né en 1627 et mort en 1683, est un polymathe marocain d'origine berbère chleuh, actif en tant qu'astronome, grammairien, juriste, logicien, mathématicien et poète.

## Biographie

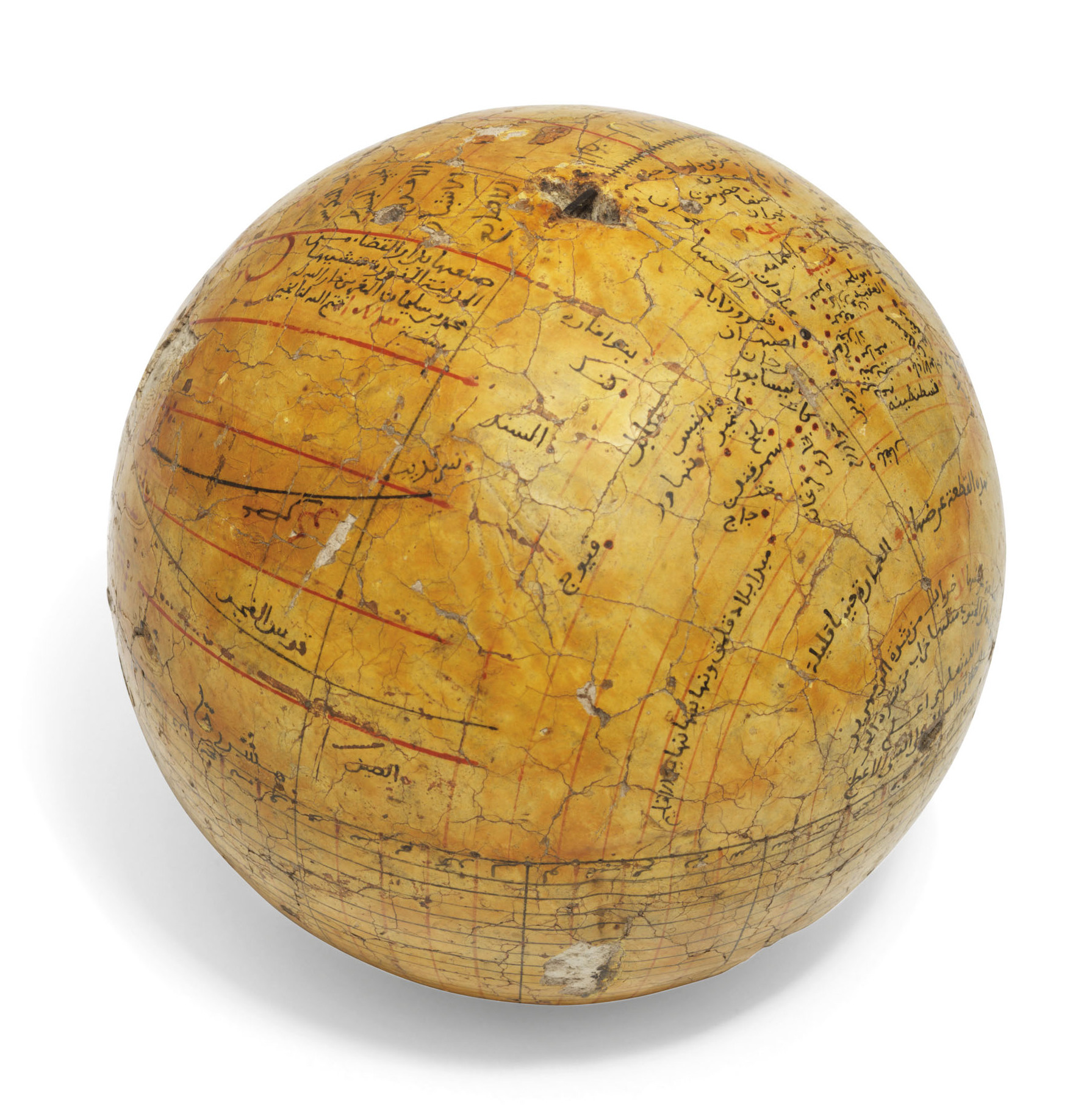
Astrolabe utilisé par al-Rudani

Al-Rudani est né en 1627 à Taroudant. Il était d'origine chleuh.  Après avoir étudié dans sa ville natale à la Grande Mosquée de Taroudant et sa madrasa, il poursuit pendant quatre ans ses études à la zaouïa Nasiriyya sous l'enseignement de  Mohammed ibn Nasir, ses étuedes se font aussi à la Zaouia de Dila, à Marrakech et à Fès.  Ses professeurs au Maroc étaient : le théologien Isa al-Sugtani (mort en 1651), le chronologue Muhammad ibn Said al-Marghiti (mort en 1679) et le grammairien Muhammad al-Murabit al-Dilai' (mort en 1678).  Par la suite, il part étudier dans l’Orient islamique. Ainsi, au début des années 1650, il part à Alger, où il étudie auprès du logicien Saïd ibn Ibrahim Qaddura.  Mais aussi en Égypte et au Levant, il a étudié auprès d'Ali al-Ajhuri, Shihab al-Din al-Khafaji, Shihab al-Din al-Qaliyubi, Muhammad ibn Ahmad al-Shubri, al-Shaikh Sultan, Khayr al-Din al-Ramli, Muhammad al-Naqib ibn Hamza al-Hasani et Ibn Balban. Il a obtenu une ijazah de la part de tous ces savants. 
Il mourut à Damas le 31 octobre 1683.

## Travaux
Certaines de ses œuvres sont : 
- Silat al-khalaf bi-mawsūl al-salaf, un dossier détaillé des différentes chaînes de certifications qu'il avait reçues
- Bahjat al-tullāb fı̄ l-'amal bil-asturlāb, un traité sur l'astrolabe
- Maqāsid al-'awālı̄ bi-qalā'id al-la'ālı̄, un poème didactique sur ilm al-mı̄qāt (chronologie) avec un commentaire en prose
- al-Nāfi'a 'alā l-āla al-jāmi'a acheva en 1661 un traité décrivant l'astrolabe sphérique qu'il avait construit.
- Jam' al-fawā'id min Jāmi' al-usūl wa Majma' al-zawā'id, une compilation de hadiths